# Chiusa di Salorno

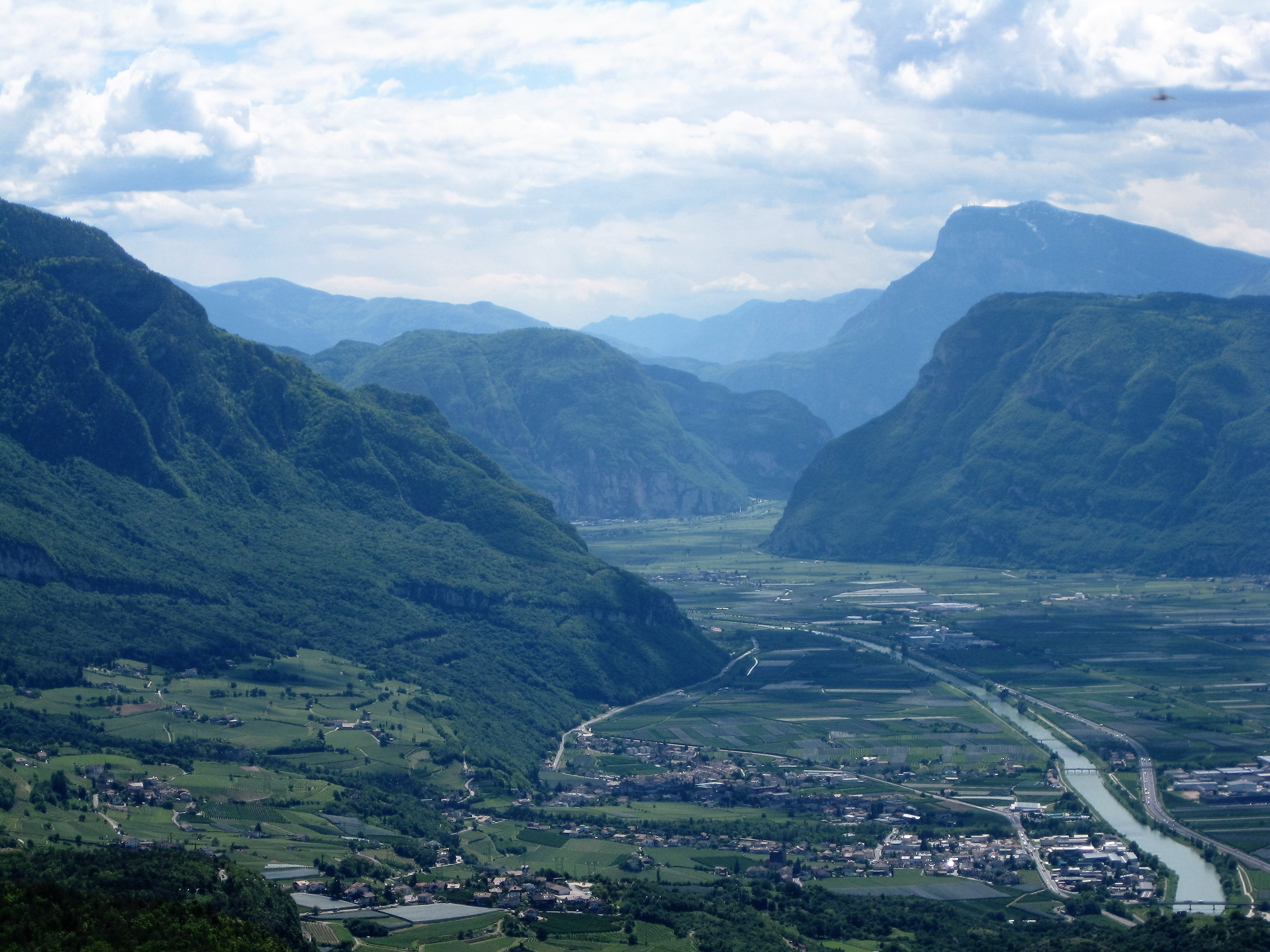
La Chiusa di Salorno da nord.

La Chiusa di Salorno o Stretta di Salorno (Salurner Klause in tedesco) è un settore della val d'Adige in una zona di confine tra l'Alto Adige ed il Trentino. Tra Salorno e Roveré della Luna, all'altitudine di 207 m s.l.m., l'Adige, che fino a quel punto taglia la Bassa Atesina in direzione nord-sud, piega verso sud ovest, formando una strettoia tra il Monte Alto (Geiersberg) a sinistra e l'altopiano di Favogna (Fennberg) a destra.

La Chiusa di Salorno rappresenta un confine linguistico tra le aree germanofone e italofone, indipendente dai confini politici odierni. Un seppur labile confine linguistico tra nord e sud si sviluppò in questo territorio intorno al 1600 (dapprima a sinistra dell'Adige) e si consolidò solo nel XIX secolo. Nel contesto del diffuso nazionalismo ottocentesco, la Chiusa di Salorno acquistò un nuovo significato di luogo simbolo del conflitto etnico, di difesa o di conquista. Ancora in prima età moderna, invece, l'area che dal XIII secolo era passata sotto il controllo dei Conti di Tirolo si poteva considerare tutt'al più «una linea di passaggio premoderna».